# Bryconops melanurus
Bryconops melanurus, popularmente conhecido como lambari, é um pequeno peixe caraciforme de água doce da família dos iguanodectídeos (Iguanodectidae), amplamente distribuído em drenagens de água clara e fluxo lento do escudo das Guianas e da bacia amazônica.

## Nome
O nome popular lambari, segundo o Dicionário Histórico das Palavras Portuguesas de Origem Tupi (DHPT), tem origem controversa. Provavelmente originou-se do tupi arawe'ri, o nome dado a vários peixes da família dos caracídeos, através araberi > *arambari > *alambari > lambari. Foi registrado em 1749 como lambare, em 1914 como lambarys e 1928 como lambarí. O nome genérico Bryconops tem origem grega, derivado de bryko (βρύκω), "morder" e ops (ὄψ), "aparência", podendo ser interpretado como “com aparência de mordedor” ou “semelhança com quem morde”. Embora não possua um nome comum amplamente aceito pela comunidade científica, é conhecida entre aquaristas como tetra-lanterna-traseira.

## Taxonomia e sistemática
Bryconops melanurus foi originalmente descrita pelo naturalista alemão Marcus Elieser Bloch em 1794, sob o nome de Salmo melanurus, sendo listada como um salmão nativo do Suriname. Em 1926, a espécie foi transferida ao gênero Creatochanes, conforme refletido em um artigo do ictiólogo britânico John Roxborough Norman. Atualmente, Creatochanes não é mais considerado um gênero válido, sendo tratado como subgênero de Bryconops, ao qual B. melanurus pertence. Bryconops transitoria foi considerada um sinônimo júnior de B. melanurus, mas uma revisão recente do gênero reconhece-a como espécie válida. Estudos de códigos de barras de DNA revelaram que B. melanurus é mais proximamente relacionada a B. transitoria e um pouco mais distante de B. caudomaculatus.

## Descrição
Bryconops melanurus atinge um comprimento total máximo de cerca de 13,2 centímetros (5,2 polegadas), o que a posiciona entre as espécies de maior porte dentro do gênero Bryconops. A cabeça é delgada, com focinho pontudo, e não apresenta mancha umeral, como frequentemente observado em congêneres (por exemplo, B. humeralis e B. inpai). Compartilha aspectos da estrutura mandibular, que é bastante alongada, com B. inpai, B. affinis e B. giacopinii. Esse fator contribuiu para que giacopinii fosse alocado no gênero Bryconops, em vez de permanecer no gênero originalmente proposto, Autanichthys. É um peixe esguio e prateado, com dorso escurecido. A nadadeira caudal possui marcas distintas, mas não exibe ocelo (mancha ocular) bem formado. Uma faixa escura, da largura da pupila, estende-se do centro da nadadeira até o lobo dorsal, e suas margens são escurecidas. O restante da nadadeira pode apresentar pigmentação leve (geralmente amarelada) ou ser totalmente transparente. B. melanurus apresenta semelhanças morfológicas com os congêneres B. transitoria e B. gracilis, mas pode ser diferenciada por características morfométricas e diferenças na estrutura das nadadeiras. Por exemplo, B. transitoria apresenta de 23 a 27 raios na nadadeira anal, enquanto B. melanurus possui de 28 a 29. É também semelhante a B. cyrtogaster, que possui corpo mais alto e maior número de raios na nadadeira anal (30–31).

## Distribuição e habitat
A localidade-tipo de Bryconops melanurus é o Suriname, mas nenhum rio específico foi mencionado na descrição original. É amplamente distribuído na Bolívia, Brasil, Colômbia, Equador, Peru, Paraguai, Venezuela, nas bacias dos rios da bacia amazônica, no Orinoco e no Paraguai e nas drenagens costeiras das Guianas (Guiana, Suriname, Guiana Francesa). No Brasil, está presente nos estados do Acre, Amapá, Amazonas, Distrito Federal, Goiás, Maranhão, Mato Grosso, Mato Grosso do Sul, Paraná, Pará, Rondônia, Tocantins, nos biomas da Amazônia, Cerrado, Mata Atlântica e Pantanal. Além da bacia do rio Paraguai, a espécie está presente em território brasileiro nas sub-bacias do litoral do Amapá, do Araguaia, da foz do Amazonas, do Curuá, do Gurupi, do Madeira, do Moju, do Negro, do Paranaíba, do Paraná RH1, do Paru, do Purus, do Solimões, do Tapajós, do Alto e Baixo Tocantins, do Trombetas, do Xingu e do São Francisco. Habita zonas bentopelágicas de água doce, preferindo pH entre 5,6 e 6,8 e temperaturas de 23° C a 26° C.

## Biologia e ecologia
Bryconops melanurus apresenta dioecismo, realiza fertilização externa e pertence à guilda de reprodução dos não guardiões, dispersando seus ovos em água ou sobre substratos abertos, sem qualquer cuidado parental. Não parece ter preferência por um biótopo específico.

### Dieta
Bryconops melanurus alimenta-se principalmente de insetos. Esse comportamento é consistente com o restante do gênero, cujos membros são em sua maioria invertívoros, com alguns poucos herbívoros registrados. Seus hábitos alimentares específicos não são bem conhecidos, mas podem ser semelhantes aos de congêneres como B. inpai e B. magoi, que consomem insetos terrestres que caem de árvores ou são arrastados para o rio.

## Conservação
A União Internacional para a Conservação da Natureza (UICN) classifica Bryconops melanurus como uma espécie pouco preocupante (LC). Embora haja poucas informações disponíveis sobre a espécie, ela apresenta ampla distribuição e não enfrenta ameaças conhecidas. Ainda não há dados sobre o tamanho ou as tendências de sua população, mas acredita-se que seja comum. Embora seja conhecida por ser exportada do Peru para a indústria de aquarismo, e tenha presença entre aquaristas, não se acredita que esteja ameaçada de extinção. Aquaristas sabem que a espécie não se adapta muito bem a aquários, em parte por ser um peixe ativo que necessita de bastante espaço para nadar. Em 2018, foi classificada como pouco preocupante (LC) no Livro Vermelho da Fauna Brasileira Ameaçada de Extinção do Instituto Chico Mendes de Conservação da Biodiversidade (ICMBio). A espécie está presente em várias áreas de conservação:
Área de Proteção Ambiental (APA)
- Planalto Central
- Caverna do Moroaga
- Arquipélago do Marajó
- Margem Esquerda do Rio Negro - Setor Tarumã-Açu-Tarumã-Mirim
- Aricá-Açu
- Tarumã-Ponta Negra

Estação Ecológica (ESEC)
- Jutaí-Solimões

Floresta Nacional (Flona)
- Carajás
- Caxiuanã
- Tapajós
- Jamanxim
- Mulata
- Saracá-Taquera
- Tefé

Parque Nacional (PARNA)
- Amazônia
- Campos Amazônicos
- do Pantanal Mato-Grossense
- Juruena
- Montanhas do Tumucumaque
- Rio Novo

Parque Estadual (PE)
- Rio Negro - Setor Sul

Reserva Biológica (Rebio)
- Rebio Abufari

Reserva de Desenvolvimento Sustentável (RDS)
- Rio Madeira
- Rio Negro
- Piagaçu-Purus

Reserva Extrativista (Resex)
- Ipaú-Anilzinho
- Rio Cajari
- Rio Jutaí
- Verde Para Sempre
- Canutama

Reserva Particular do Patrimônio Natural (RPPN)
- Adão e Eva
- Estância Dorochê
- Fazenda São Geraldo
- Jubran
- Laço de Amor
- Retiro Boa Esperança
- Seringal Assunção
- Seringal Triunfo

Terras Indígenas (TI)
- Avá-Canoeiro
- Bragança-Marituba
- Nove de Janeiro
- Kayapó